# Любовное зелье (опера)
Любовное зелье (фр. Le Philtre) — опера в двух актах на музыку Даниэля Обера и либретто Эжена Скриба. Основана на «Il filtro» Сильвио Малаперты, опубликованном во французском переводе Стендаля в 1830 году. Премьера в театре королевской музыкальной академии состоялась 15 июня 1831 года.

## История
Действие оперы происходит в Молеоне в XVIII веке. С формальной точки зрения, Le Philtre — это комедия, похожая на другие комические оперы автора, но её тон не такой легкий, как у «Фра-Дьяволо».
После премьеры опера имела столь большой успех, что оставалась в репертуаре оперного театра вплоть до 1862 года. Она была переведена на другие языки и ставилась в других европейских столицах: в Берлине, Брюсселе, Лондоне, Милане, а также в Нью-Йорке. Вскоре Гаэтано Доницетти сделал версию на итальянском — «Любовный напиток» (1832). Позже, в 1836, на основе музыки обеих опер в Санкт-Петербурге был исполнен пастиш на немецком языке.

## Персонажи
| Персонаж                                            | Тесситура     | Исполнитель на премьере 15 июня 1831 года |
| --------------------------------------------------- | ------------- | ----------------------------------------- |
| Терезина, красивая, но холодная хозяйка особняка    | сопрано       | Лора Синти-Даморо / Жюли Дорус-Гра        |
| Гийом, молодой фермер, влюбленный в Терезину        | тенор         | Адольф Нурри                              |
| Сержант Жоликёр, честолюбец, претендент на Терезину | баритон       | Анри-Бернар Дабади                        |
| Доктор Фонтанароз, шарлатан, подделыватель лекарств | бас           | Николя-Проспер Левассер                   |
| Жанет, крестьянка                                   | меццо-сопрано | Конастанс Ярувек                          |